# Daihatsu Wake
La Daihatsu Wake (Japonais: ダイハツ・ウェイク, Daihatsu Ueiku)  est une keijidōsha à portes coulissantes fabriquée par le constructeur automobile Japon Daihatsu. Le design a été présenté en avant-première par les concept-cars Deca Deca qui ont été présentés respectivement aux salons de l'automobile de Tokyo 2009 et 2013. Il a été mis en vente le 10 novembre 2014. Il a une hauteur de cabine intérieure de 1 455 mm, qui est la plus élevée dans la catégorie des keijidōsha. Toyota a également vendu le Wake sous le nom de Toyota Pixis Mega (Japonais: トヨタ・ピクシスメガ, Toyota Pikushisu Mega). La version minivan du Wake s'appelle Hijet Caddie (Japonais: ダイハツ・ハイゼットキャディー, Daihatsu Haizetto Kyadī). Le Hijet Caddy a une capacité de chargement maximale autorisée de 150 kg.

## Galerie

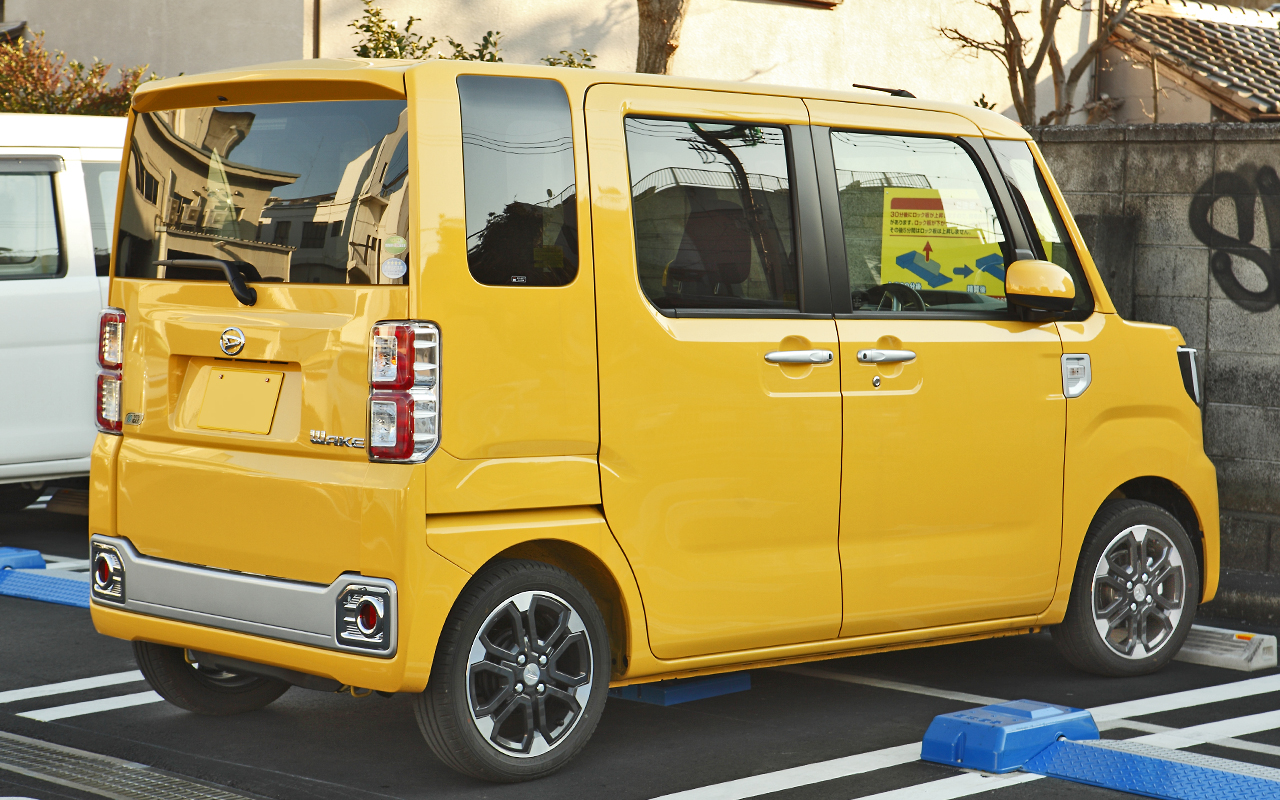
Vue arrière
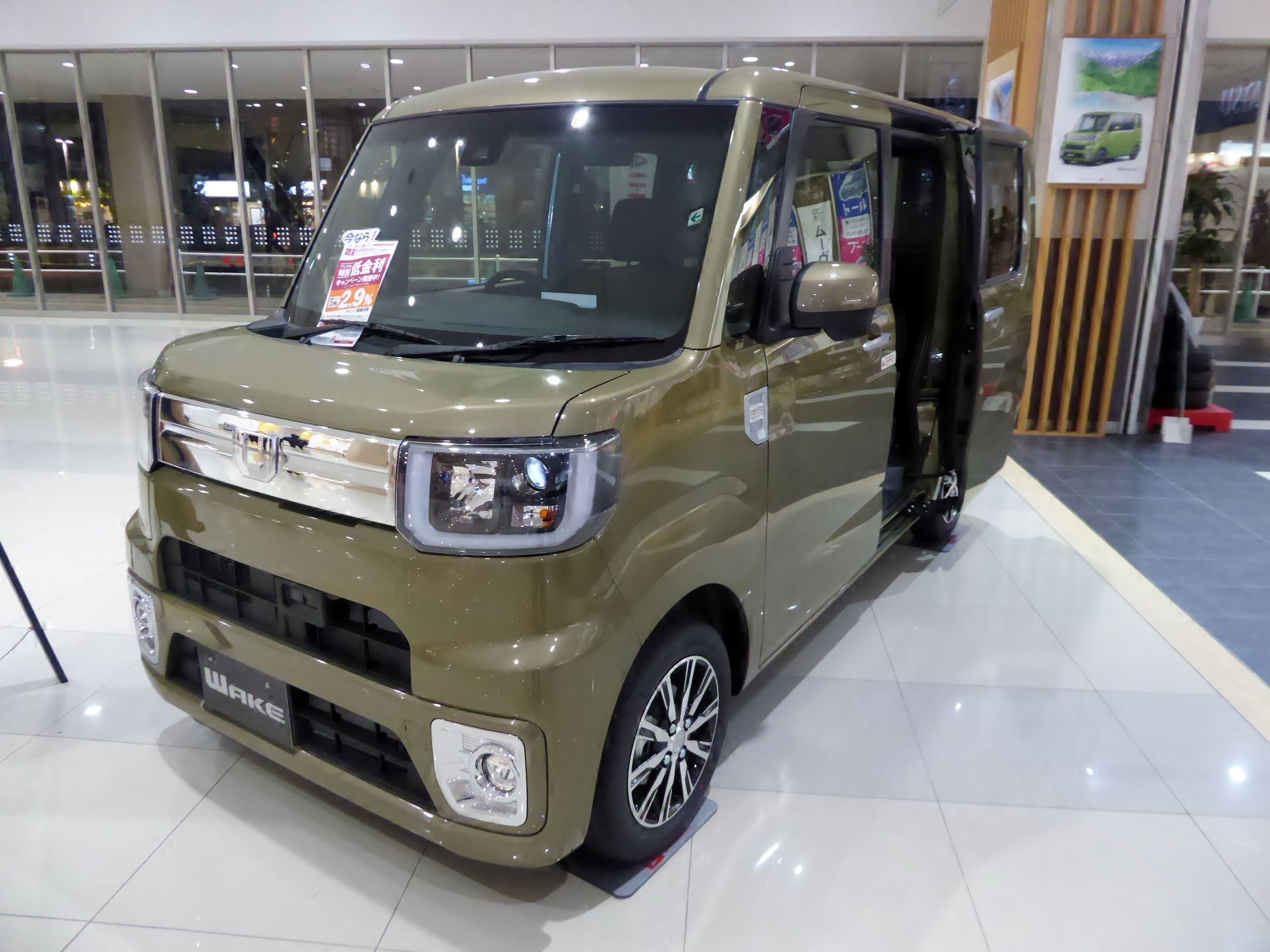
Daihatsu Wake G Turbo SA II (LA700S) en 2017
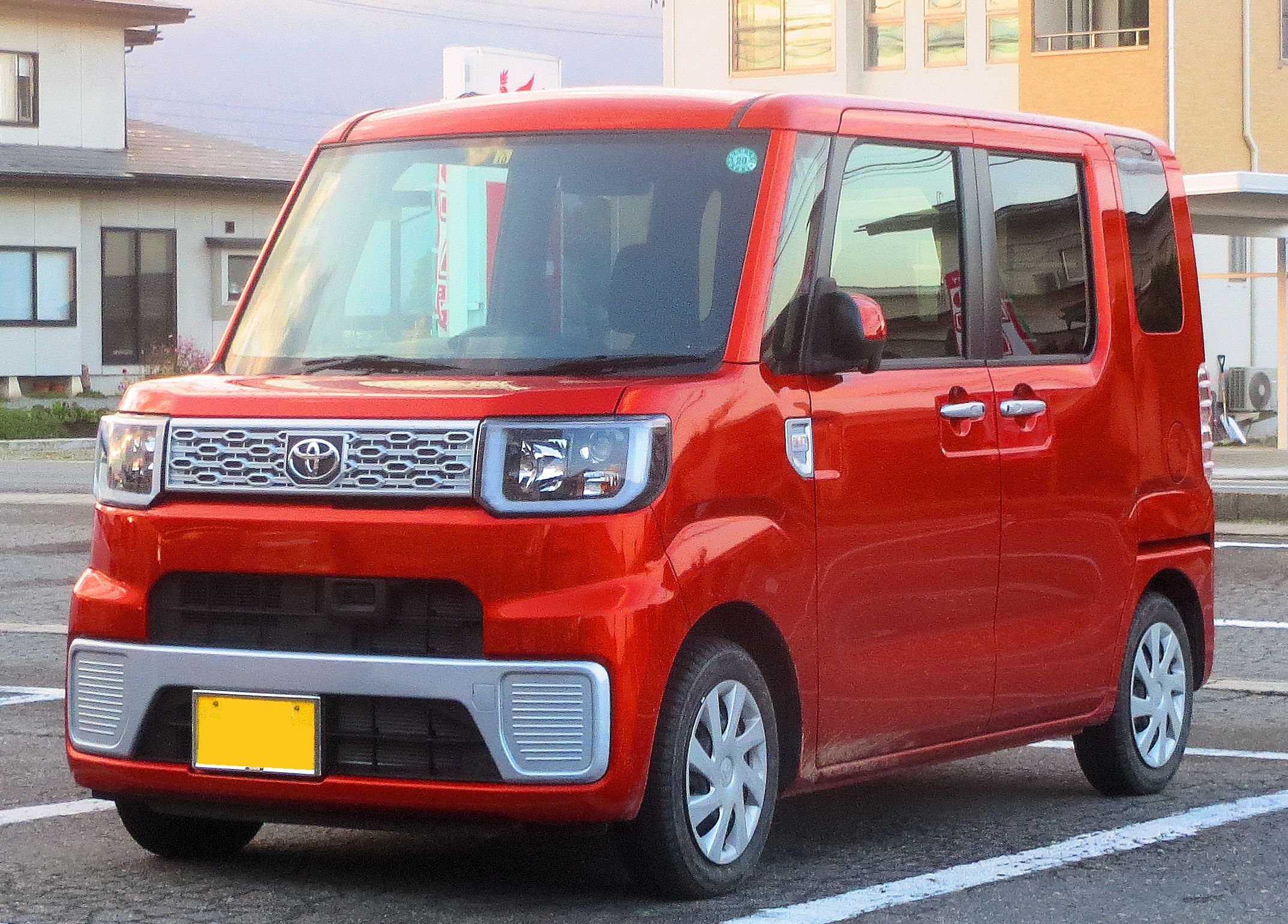
Toyota Pixis Mega L SA de 2015 à 2016 (LA700A)
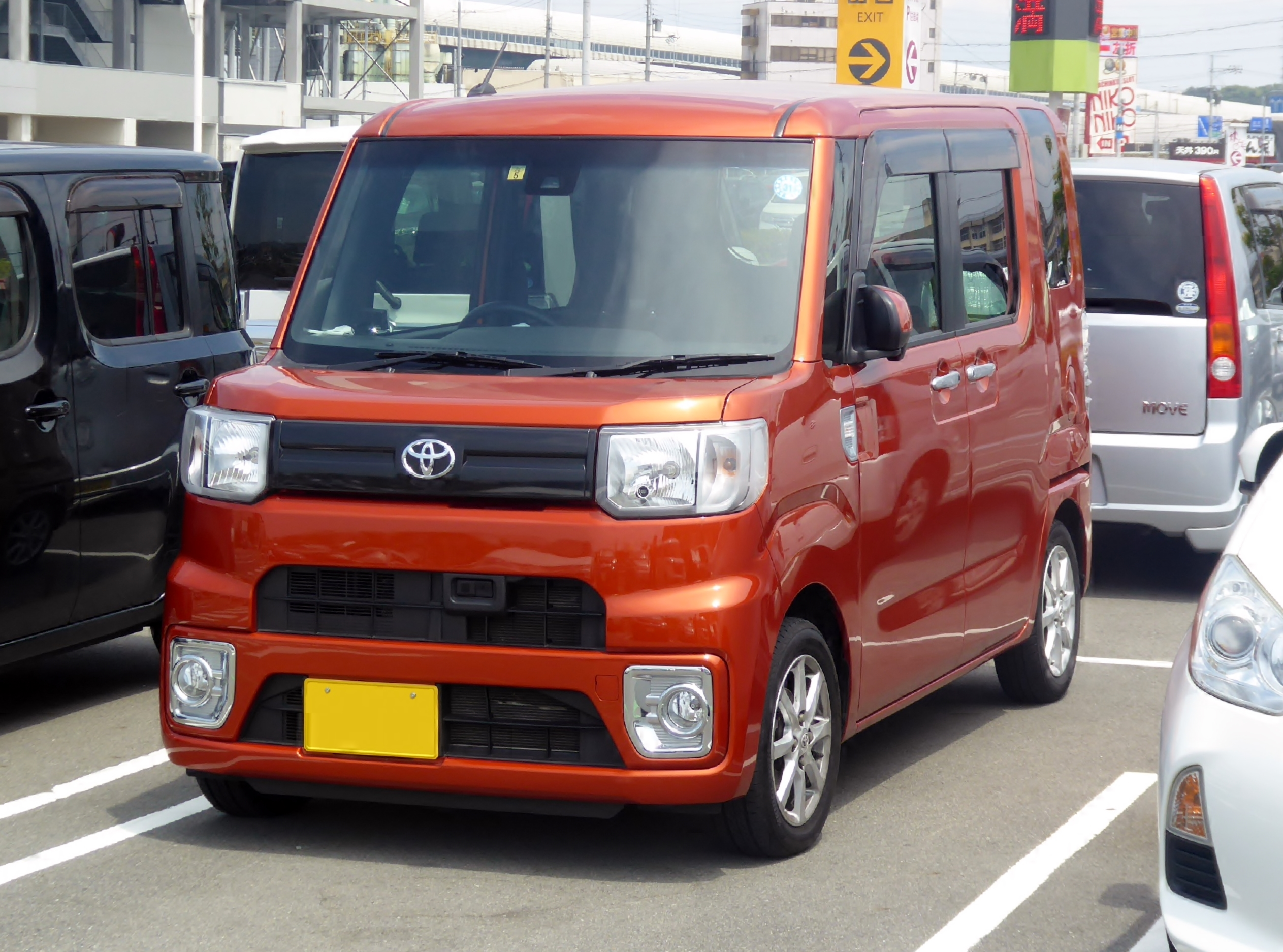
Toyota Pixis Mega L SA III (LA700A) 2018
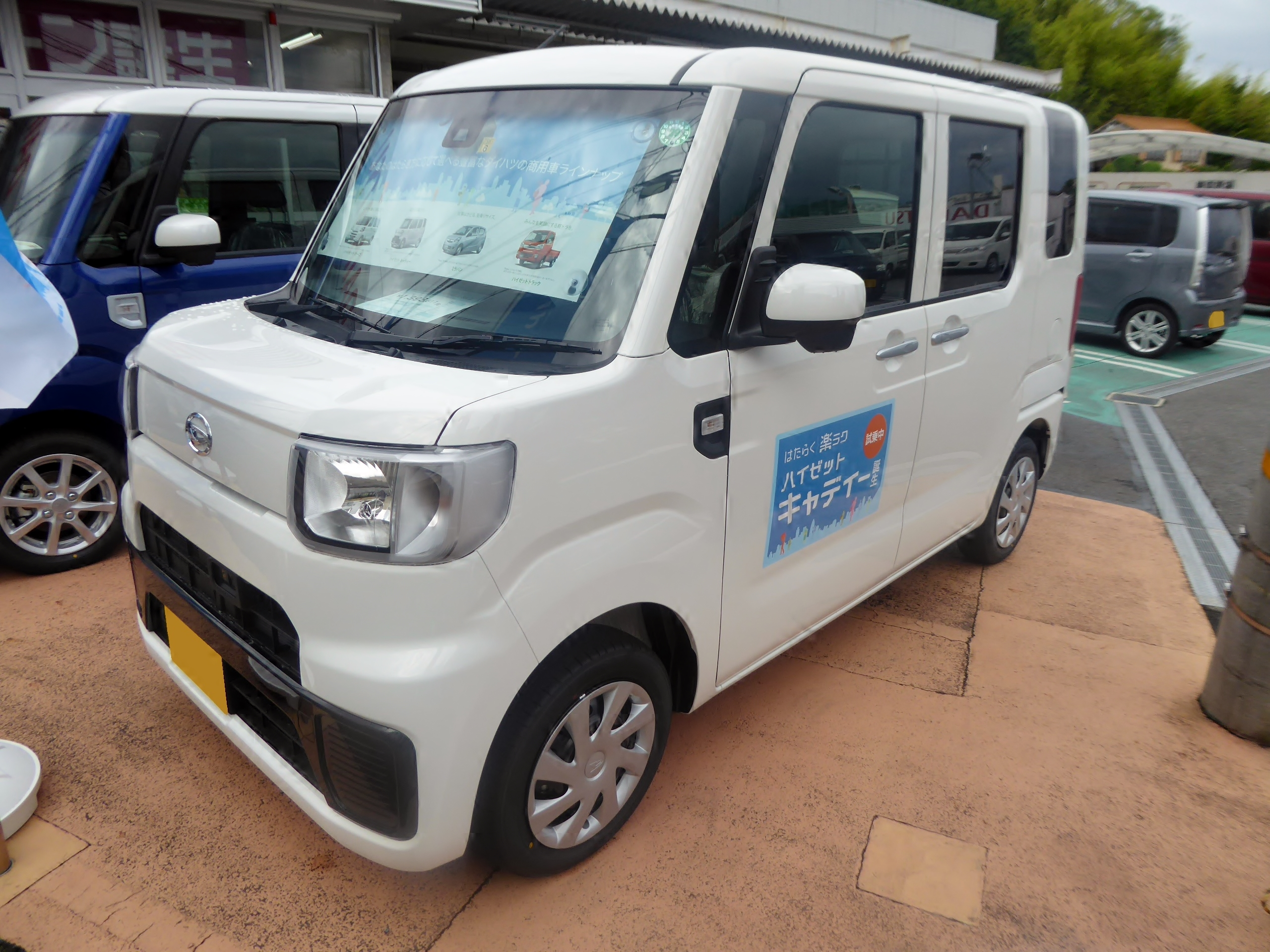
Daihatsu Hijet Caddie X SA II (LA700V)
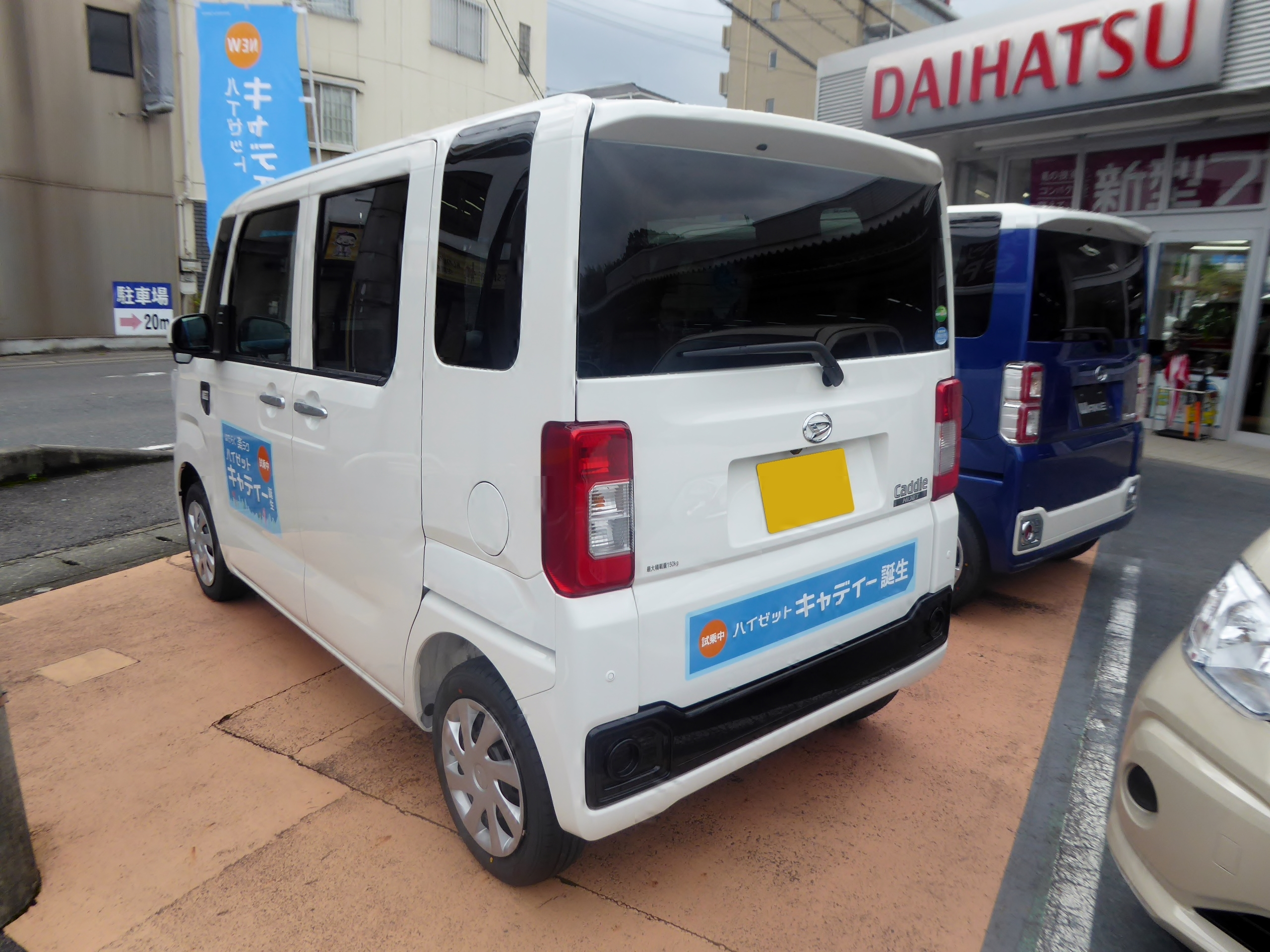
Daihatsu Hijet Caddie X SA II (LA700V)
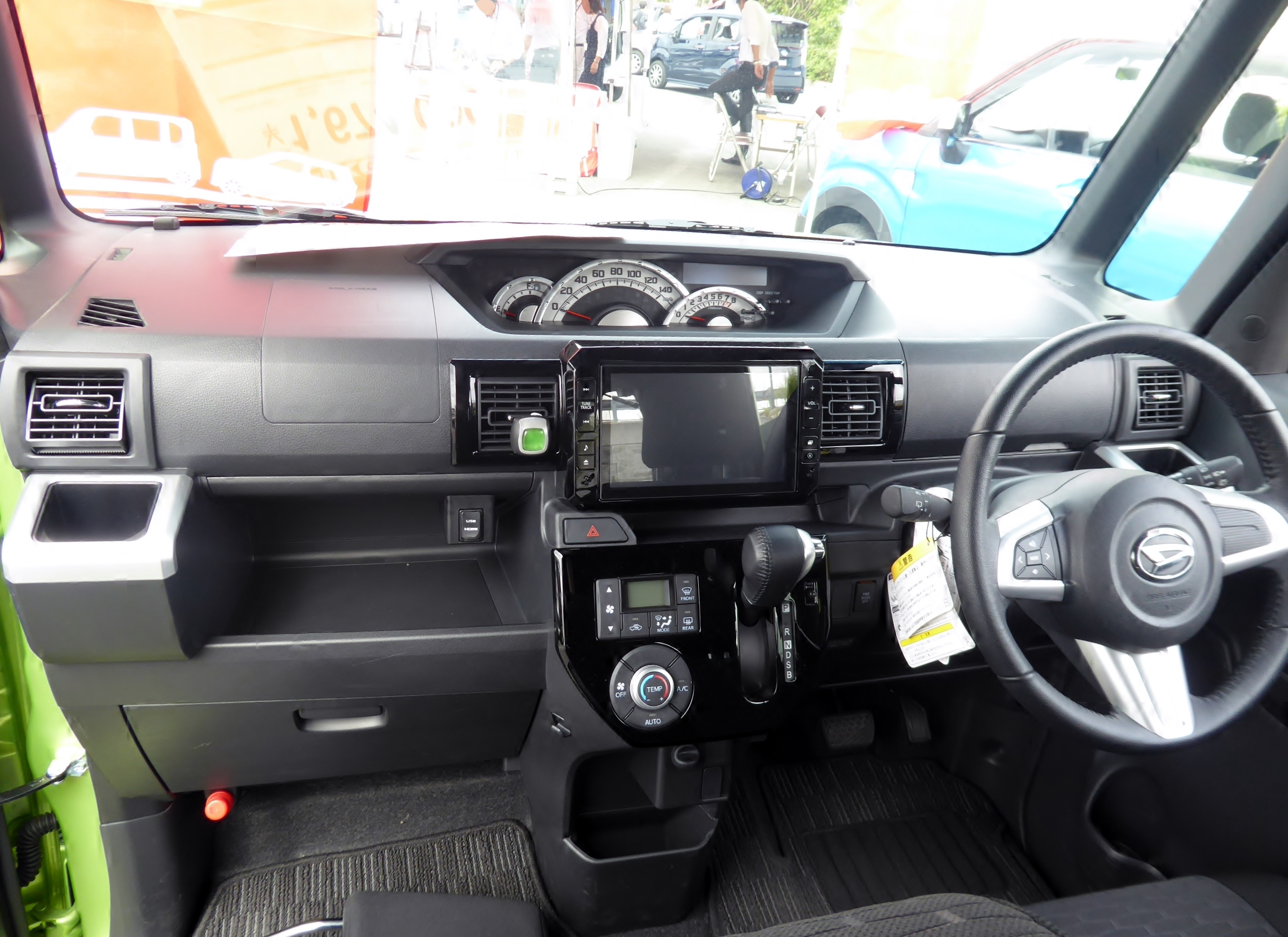
Intérieur
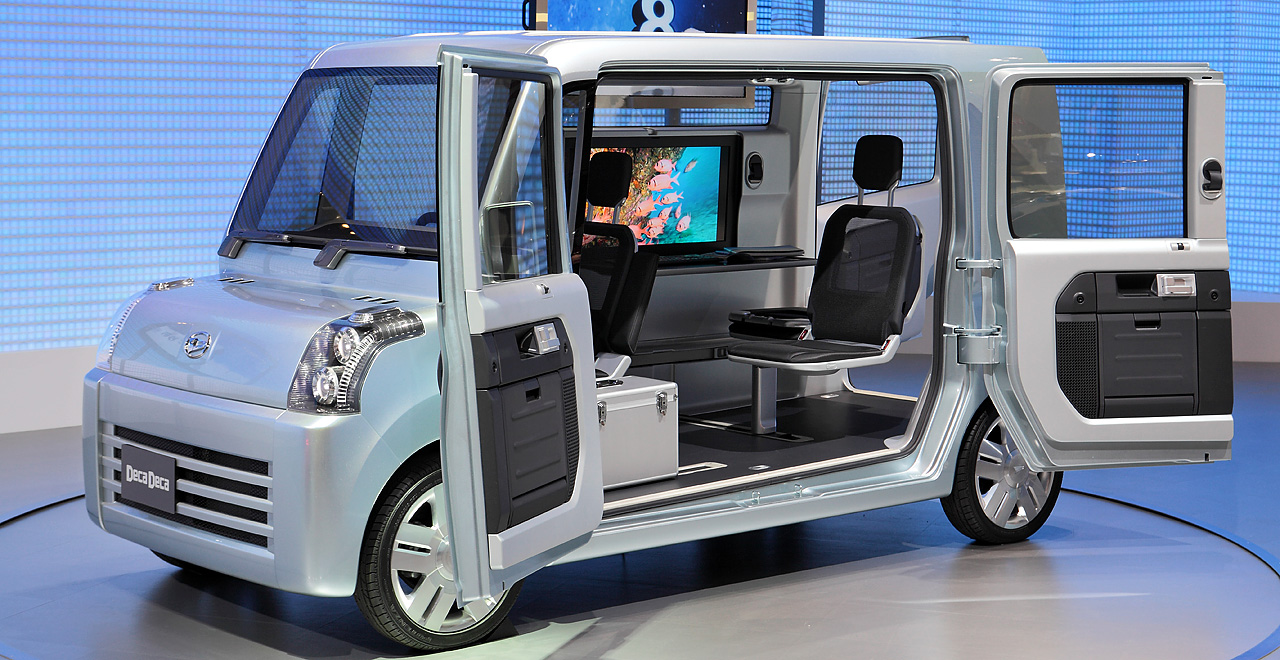
Daihatsu Deca Deca de 2009
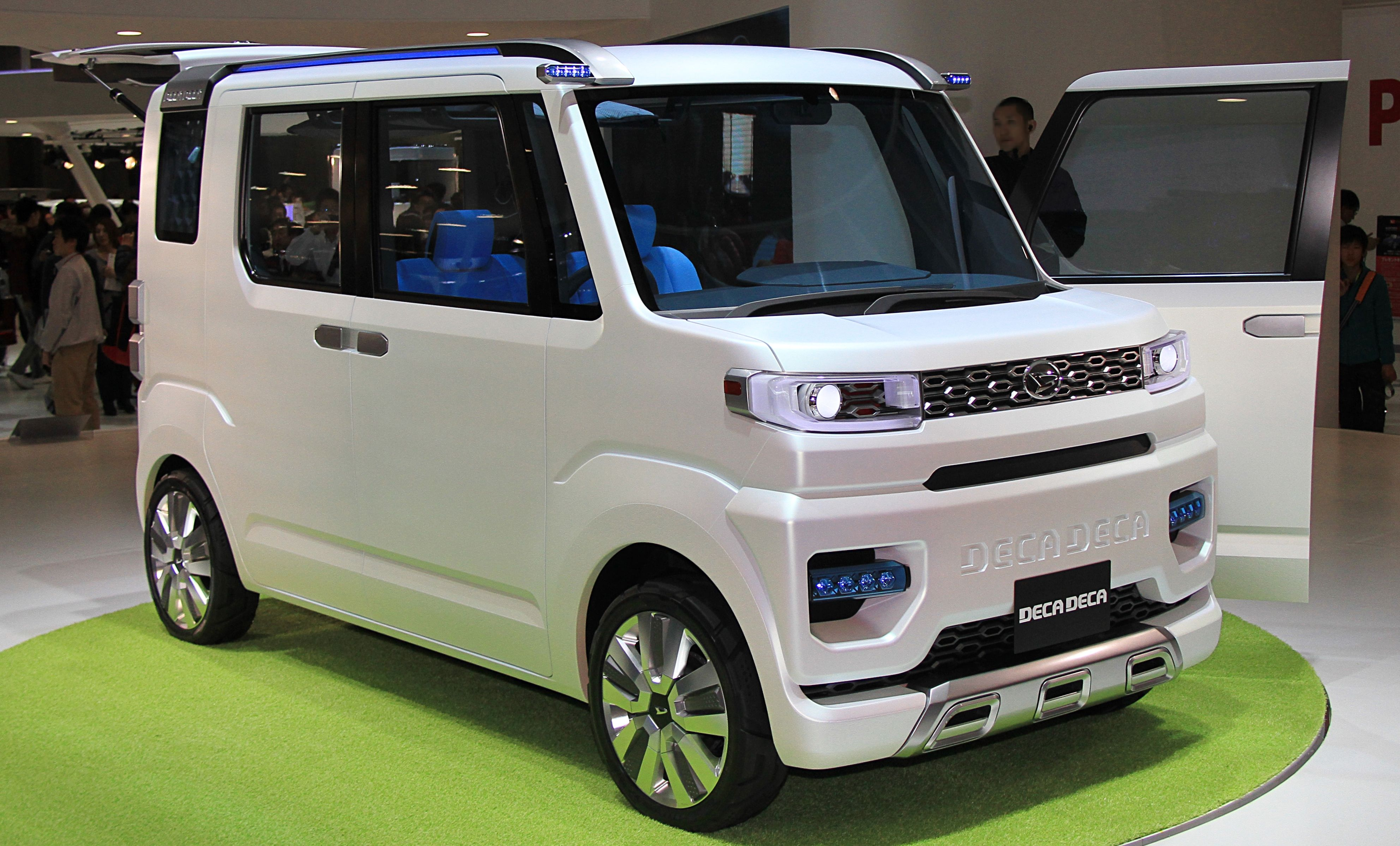
Daihatsu Deca Deca 2013